# Psilonyx nigricoxa
Psilonyx nigricoxa är en tvåvingeart som beskrevs av Wei Ying Hsia 1949. Psilonyx nigricoxa ingår i släktet Psilonyx och familjen rovflugor.
Artens utbredningsområde är Taiwan. Inga underarter finns listade i Catalogue of Life.